# باريس تورز 1995
باريس تورز 1995 (بالفرنسية: Paris-Tours 1995)‏ هو سباق دراجات هوائية، وهو الموسم رقم 89 من باريس تورز، وأقيم في 1995 ضمن سباقات كأس العالم لسباق الدراجات على الطريق 1995 ‏.
فاز بالمركز الأول نيكولا مينالي ‏، وبالمركز الثاني أندريه تشميل، وبالمركز الثالث Sven Teutenberg ‏.

## الفائزون
| الترتيب | الفائز           |
| ------- | ---------------- |
| الفائز  | نيكولا مينالي ‏   |
| الثاني  | أندريه تشميل     |
| الثالث  | Sven Teutenberg ‏ |